# Międzysojusznicza Komisja Rządząca i Plebiscytowa na Górnym Śląsku

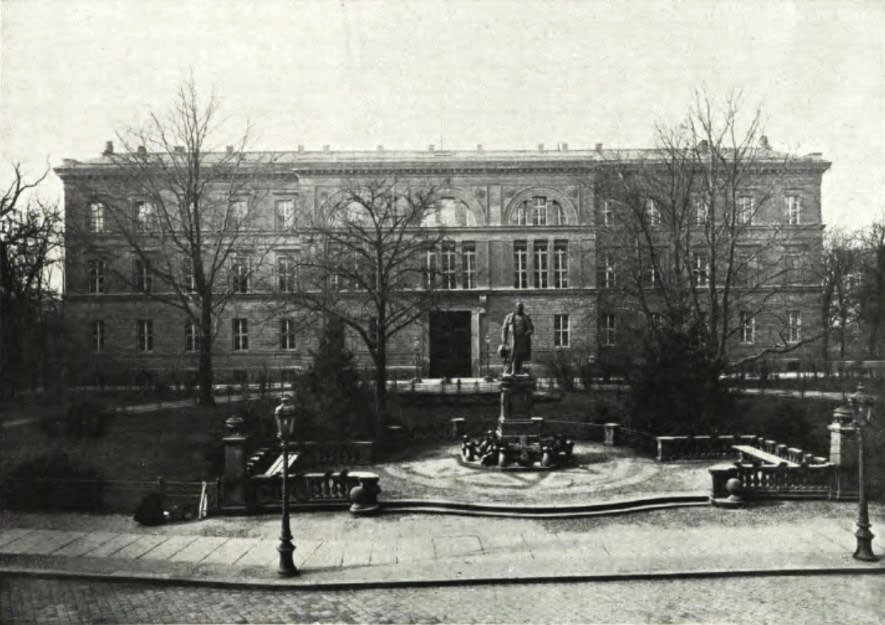
Nieistniejący budynek Rejencji Opolskiej w Opolu – siedziba Komisji Międzysojuszniczej

Międzysojusznicza Komisja Rządząca i Plebiscytowa na Górnym Śląsku (fr. Commission Interalliée de Gouverment et de Plébiscite de Haute Silésie) – międzynarodowa komisja działająca od 11 lutego 1920 do 10 lipca 1922, powołana na mocy 88 art. traktatu wersalskiego i umowy francusko-niemieckiej z dnia 9 stycznia 1920 w celu przeprowadzenia plebiscytu na Górnym Śląsku. Zadaniem Komisji i towarzyszących jej wojsk alianckich było dopilnowanie prawidłowego przebiegu kampanii plebiscytowej i samego głosowania oraz utrzymanie porządku i spokoju. W założeniu Komisja miała być organem bezstronnym. W rzeczywistości był w niej odzwierciedlony spór, jaki toczyły między sobą zwycięskie państwa Ententy o dostęp do gospodarki niemieckiej.

## Historia
Stronę francuską reprezentował generał Henri Le Rond, zaś niemiecką przedstawiciel Auswärtiges Amt Walter Simons. W skład Międzysojuszniczej Komisji Rządzącej i Plebiscytowej na Górnym Śląsku (MK) weszli przedstawiciele Włoch, Francji oraz Wielkiej Brytanii. Przewodniczącym został Le Rond. Włochy reprezentował jego zastępca gen. Alberto De Marinis Stendardo di Ricigliano. Wielką Brytanię do 4 czerwca 1921 reprezentował płk. sir Harold Franz Passawer Percival, później sir Harold Stuart. MK na obszarze plebiscytowym dysponowała formalnie pełnią władzy dotychczas przynależną tam państwu niemieckiemu, z wyjątkiem ustawodawstwa i podatków. Odpowiadała przed Radą Najwyższą Konferencji Pokojowej w Wersalu.
Na siedzibę komisji wybrano Opole, gdzie powstały departamenty sprawiedliwości, skarbu, spraw wewnętrznych, spraw wojskowych, spraw ekonomicznych, komunikacji i aprowizacji. W 21 siedzibach powiatów obszaru plebiscytowego powołano kontrolerów plebiscytowych, zgodnie z instrukcją paryską z dnia 24 stycznia 1920. 11 kontrolerów reprezentowało Francję, 5 Włochy, 5 kolejnych Wielką Brytanię. Kontrolerzy sprawowali pieczę na funkcjonowaniem miejscowej administracji przy pomocy doradców zwanych technicznymi (do maja 1920 wyłącznie byli to Niemcy), a ich szefem był dyrektor departamentu spraw wewnętrznych MK. Służyli pomocą różnym funkcjonariuszom przysyłanym przez MK do kontroli, nadzorowali ceny, rozwiązywali konflikty między pracownikami i pracodawcami.
Rozporządzeniem z 11 lutego 1920 utworzono w Opolu Sąd Najwyższy zajmujący się rozstrzyganiem zaskarżonych wyroków sądów cywilnych z całego obszaru plebiscytowego (działały w oparciu o niemiecki kodeks cywilny) oraz Sąd Specjalny zajmujący się rozpatrywaniem przestępstw politycznych przeciwko MK, jej organom, urzędnikom oraz wojskowym (zgodnie z niemieckim kodeksem karno-procesowym).
21 stycznia 1920 Rada Najwyższa Konferencji Pokojowej skierowała na obszar plebiscytowy wojska okupacyjne, podporządkowane Naczelnemu Dowództwu Wojsk Sprzymierzonych na Górnym Śląsku. Do sierpnia 1921 ich dowódcą był Francuz, generał dywizji Jules Gratier, a następnie generał Stanisław Naulin. Do maja 1920 wojska te liczyły 10 300 żołnierzy, w tym Francuzi mieli 7650 żołnierzy i zajmowali obszar przemysłowy. Włosi stacjonowali w powiatach strzeleckim, głubczyckim, kozielskim i raciborskim w liczbie 2650 żołnierzy. W marcu i maju 1921 przybyły wojska brytyjskie w sile 2300 osób. Oddelegowane siły były zbyt małe, a ich kontrola raczej bardziej formalna niż rzeczywista.
Do kontaktów z MK ze strony polskiego rządu powołano Delegaturę Rządu Polskiego i Konsulatu Generalnego Rzeczypospolitej Polskiej. Delegatem wybrano konsula generalnego Daniela Kęszyckiego. Jego zastępcami byli konsul Jan Karszo-Siedlewski oraz wicekonsul Stanisław Ptaszycki. Polską ludność Śląska reprezentował Polski Komisariat Plebiscytowy w Bytomiu z siedzibą w hotelu Lomnitz, kierowany przez komisarza Wojciecha Korfantego. Łącznikiem między Polskim Komitetem Plebiscytowym a MK w Opolu był prof. Adam Żółtowski.
Przy Komisji akredytowano przedstawicieli także innych państw: Niemcy reprezentował książę Hermann von Hatzfeld, później hrabia Hans Graf Praschma, Freiherr von Bilkau, Czechosłowację – dr Jiří Pořisek (Julij Pořizek), Watykan – nuncjusz apostolski, arcybiskup Achille Ratti, od grudnia 1920 Giovanni Battista Ogno-Serra.
28 listopada 1920 przy boku MK utworzono dwunastoosobową Radę Przyboczną jako reprezentanta ludności śląskiej. Składała się z sześciu Polaków i tyluż Niemców.

## Zdjęcia

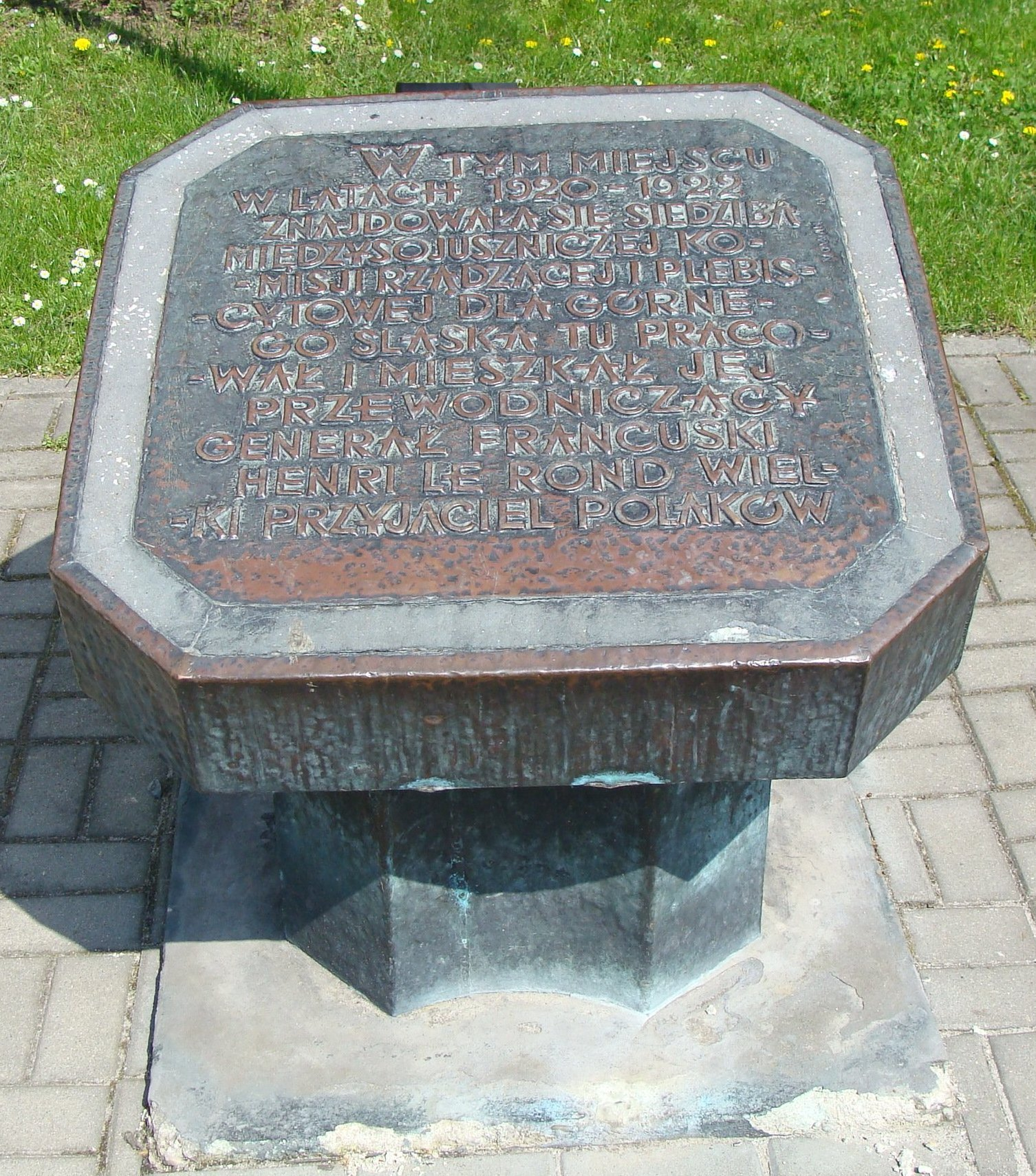
Upamiętnienie siedziby MKRiP na Górnym Śląsku, w Opolu
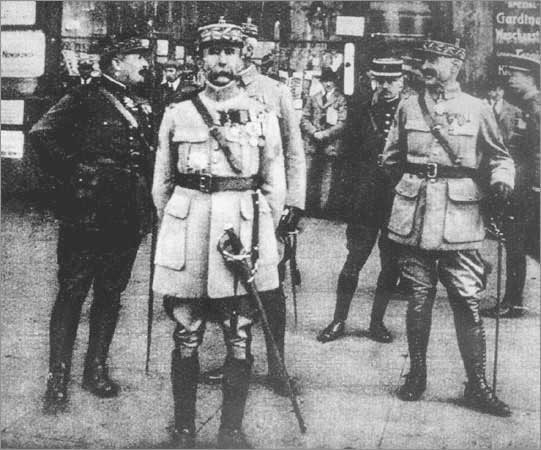
Gen. Henri Le Rond
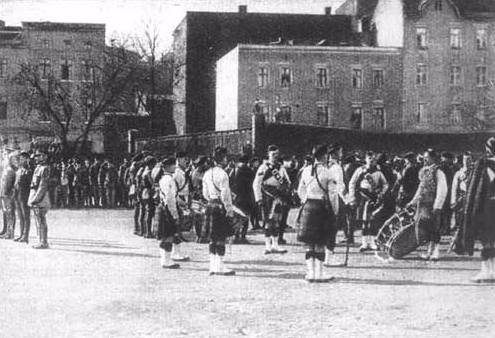
Wkroczenie wojsk brytyjskich na Górny Śląsk
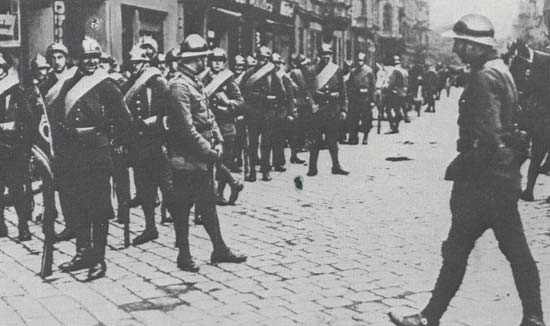
Wojska francuskie na Górnym Śląsku
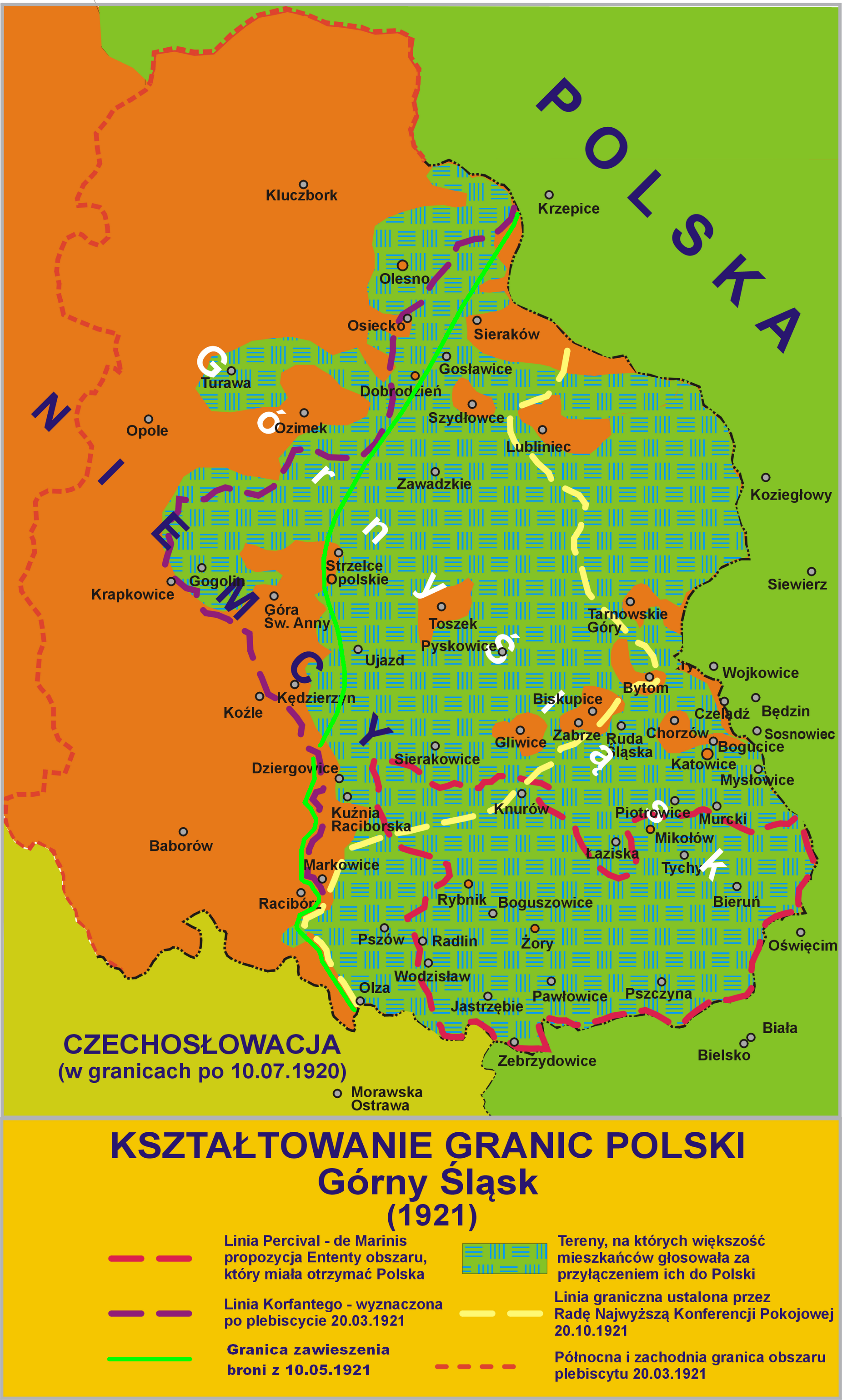
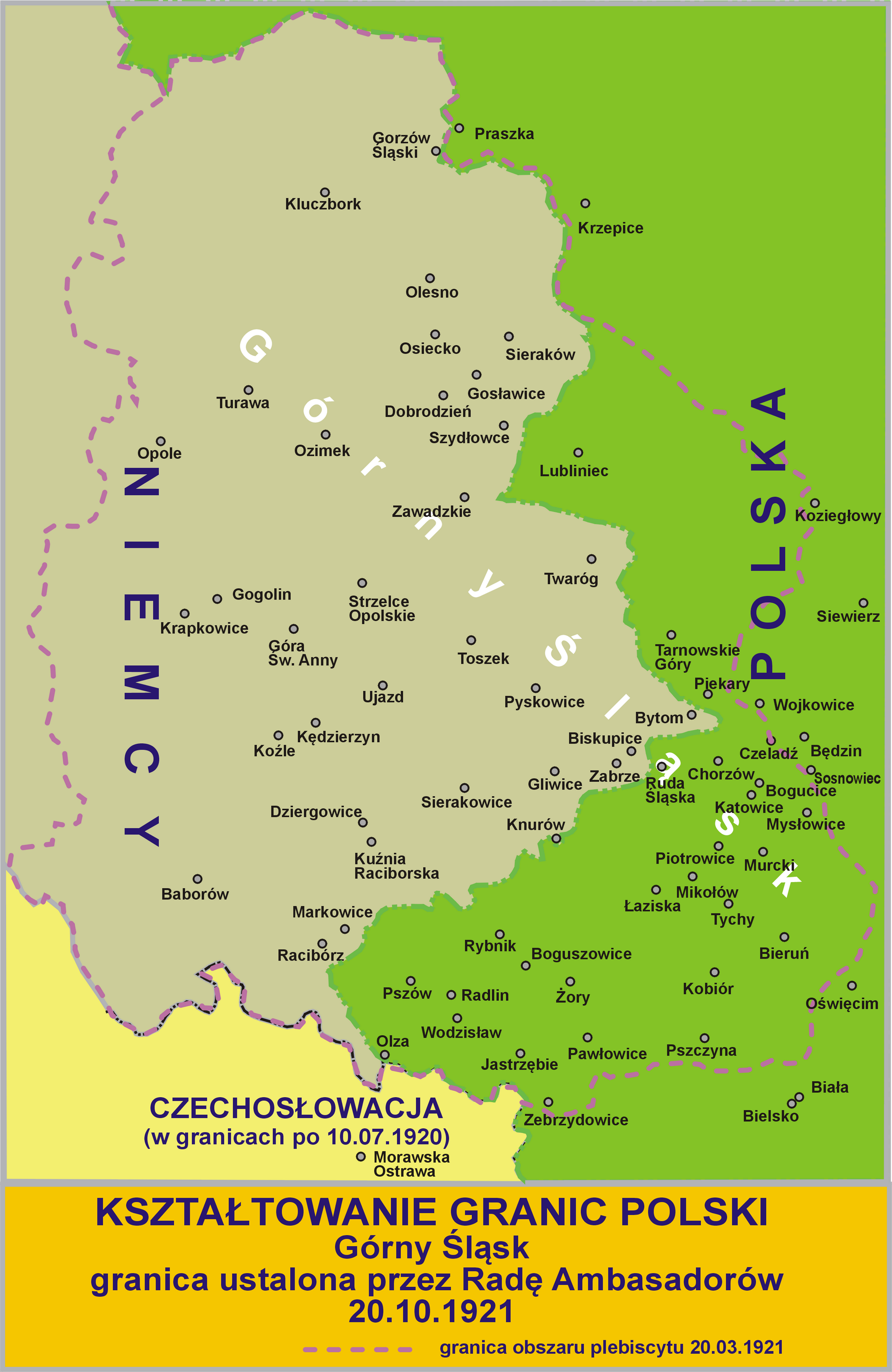